# Strongyloides stercoralis
Strongyloides stercoralis är en 2 mm lång parasitisk nematod, även kallad rundmask. Den tillhör en familj som främst lever i tropiska och subtropiska klimat. Dvärgtrådmasken, som den kallas på svenska, förekommer totalt i cirka 70 länder. S. stecoralis har en komplex livscykel med många steg och alternativa vägar. Den kan föröka sig och leva både som parasit i människan och som frilevande i fuktig jord. Hos människan lever den främst i blodomloppet, tarmen eller lungorna. När S. stercoralis parasiterar människor kallas patientens tillstånd strongyloidesinfektion eller strongyloidiasis. Larven tar sig in i människan genom att tränga in genom huden och kan under flera år leva i en värd utan att några symptom uppkommer. De flesta fall är alltså asymtomatiska, men det förekommer även symptom som hosta, kräkningar, illamående och diarréer hos patienter med en uttalad infektion. Om värden har ett nedsatt immunförsvar är dock så kallade hyperinfektioner vanligt. Uppskattningsvis är ca 30 - 100 000 000 människor drabbade av infektionen, dock kan ett stort mörkertal förekomma då parasitens förekomst hos värden inte behöver ge några symptom.
Catalogue of Life listar inga underarter till Strongyloides stercoralis.

## Geografisk utbredning
S. stercoralis uppträder i tropiska och subtropiska områden i Sydostasien, Central- och Sydamerika, i Afrika söder om Sahara, men även i tempererade områden såsom Spanien och Appalacherna i USA. De fall som har rapporteras från Spanien är främst från 1990-talet i regionen Valencia hos bönder på landsbygden. S. stercoralis är vanligare i landsbygdsområden med sämre socioekonomiska förhållanden. I varmt och fuktigt tropiskt klimat bidrar dålig hygien med fekal förorening av marken till ökad förekomst av S. stercolalis. De fall som rapporteras från icke-endemiska områden kommer främst från resande eller invandrare från endemiska områden.
S. stercoralis rapporterades första gången år 1876 i avföringen från franska soldater i tjänst i Vietnam som hade svår diarré. Kartläggning av S. stercolalis livscykel publicerades inte förrän 50 år efter upptäckten av masken. 

1. Larver i en tidig utvecklingsfas finns i och utsöndras från tarmen. 2. Utveckling till fritt levande vuxna maskar. 3. Ägg läggs av vuxna fertila honor. 4. Larver i en tidig utvecklingsfas kläcks från äggen. 4. De outvecklade larverna utvecklas till trådliknande infektiösa juveniler. 6. De infektiösa juvenilerna penetrerar intakt skinn och en infektion startar. 7. Juvenilerna tar sig in i cirkulationssystemet. De transporteras till lungorna för att sedan penetrerar alveolerna. Därifrån förs de till luftstrupen och svalget. De sväljs och förs vidare tills de når tunntarmen där de utvecklas till vuxna maskar. 8. Vuxen honmask i tarmen. 9. Äggen läggs i tarmslemhinnan där de sedan de kläcks. De outvecklade larverna förflyttar sig till tarmkanalen. 10. Autoinfektion: Larver i tidigt utvecklingsstadium i tjocktarmen. De utvecklas till juveniler och penetrerar tarmslemhinnan eller huden kring anus. Sedan följer de det normala infektiösa systemet.

## Livscykeln
Strongyloides stercoralis har en mycket komplicerad livscykel som består av två alternativa vägar. Den ena är en parasitisk del och den andra en frilevande.
Den parasitiska livscykeln: Det börjar med att en larv i filarforma stadiet, som är en infektiös typ av juvenil, tar sig in i människan. Det gör S. stercoralis genom bar hud som kommer i kontakt med marken där den lever. S. stercoralis tar sig sedan in i cirkulationssystemet och transporteras via kapillärer till lungorna hos värden. Sedan hostas larven upp eller kryper fram över mikrovilli i luftrören och luftstrupen och tar sig till halsen där den sväljs och fortsätter sin resa i värdens kropp mot tunntarmen. Väl i tunntarmen går utvecklingen av larven fort, den ömsar två gånger för att slutligen bli en fullvuxen hona. Honan borrar sig in i tarmens vägg och kommer under en tid leva och föröka sig där. Förökningen sker asexuellt genom så kallad partenogenes. Äggen kläcks sedan till små outvecklade larver i det så kallade rhabditiforma stadiet. Den unga larven lämnar tarmväggen och tar sig ut i tarmen. Därefter avslutar larven antingen sin resa i värdens kropp genom avföringen eller så utvecklas den istället och ömsar tills den nått det infektiösa filarforma stadiet. Om S. stercoralis väljer att stanna kvar i värden tar den sig antingen genom tarmväggen i tjocktarmen eller huden kring anus och orsakar en autoinfektion. Larven kommer efter detta att följa det normala infektiösa systemet. 
Den frilevande livscykeln: Larven i rhabditiforma stadiet som lever i marken kan antingen utvecklas till en larv i filarforma stadiet eller till en vuxen mask. Detta beror på det antal ömsningar larven genomgår. Då larven ömsar två gånger utvecklas den till det filariforma stadiet som kan infektera människor. Om larven istället väljer att ömsa fyra gånger utvecklas den till en fullvuxen rundmask. I detta stadium kan den föröka sig och överleva i marken utan någon värd. Då rundmaskarna lever fritt träffar de en partner och reproducerar sig sexuellt istället för asexuellt som de gör i tarmen på en värd. Individer som lever i jorden klarar bara av att reproducera sig en gång (semelpara), medan de som lever i en värd kan göra det fler gånger. Avkomman går igenom samma cykel som sina föräldrar, och kan antingen infektera en värd eller leva kvar i marken. 

## Morfologi och taxonomi
Strongyloides stercoralis kan som fullvuxen rundmask bli ca 2 mm lång. Den rhabditiforma larven är bara 0,3 mm och den filarforma larven ca 0,6 mm. Rundmaskarna är en individrik och relativt okänd grupp av flercelliga djur med 20 000 beskrivna arter. S. stercoralis tillhör klassen Secernentea, ordningen Rhabditida och familjen Strongyloididae. Släktet Strongyloides innefattar mer än 40 arter tarmparasiter. De flesta arterna har domesticerade däggdjur som värdar, ofta hundar, katter och kor. Undantagsvis parasiteras exempelvis amfibier, fåglar eller reptiler. Av de drygt 40 arterna är det endast 3 arter som har människan som värd. Strongyloides stercoralis är en av dem som har människan som huvudreservoar. Arten Strongyloides stercoralis förväxlas ofta med den inte alltför olika hakmasken. Dock kan de skiljas åt, exempelvis genom mikroskopering av svanspartierna.

## Strongyloidiasis
Strongyloides stercoralis orsakar en rundmaskinfektion som kallas för strongyloidiasis. Infektionen drabbar uppskattningsvis 30 – 100 miljoner människor världen över. Människor infekteras genom att komma i kontakt med larver som kan penetrera intakt hud. Strongyloidiasis ger oftast inga symptom hos människor som är smittade, men de symptom som kan förekomma är vanligen relaterade till mag-tarmkanalen. Dessa symptom är vaga och ospecifika i form av buksmärtor, diarré och illamående. Astmaliknande symptom som hosta och pipande andning kan även förekomma när larven passerar lungorna och en hudirritation med klåda kan uppkomma där larven har tagit sig in genom huden. Även om strongyloidiasis vanligen ger milda symptom kan infektionen vara livshotande hos människor som har nedsatt immunförsvar. Det är större risk att dessa personer drabbas av en så kallad hyperinfektion då larverna sprider sig till andra organ i kroppen som inte är involverade i S. stercoralis ordinarie livscykel. I denna situation kan dödligheten vara så hög som 80 %.
S. stercoralis kan orsaka en så kallad autoinfektion om larver i mag-tarmkanalen penetrerar tarmslemhinnan eller huden kring anus för att etablera en upprepad livscykel inom människan. Människan blir då infekterad på nytt och detta kan leda till en kronisk infektion som kan pågå i flera decennier, upp till 65 år om man inte upptäcker infektionen och får behandling.
Strongyloidiasis smittar genom direkt kontakt med förorenad jord då larver penetrerar huden, därför kan det vara en riskfaktor att gå barfota för att förvärva infektionen. Dålig hygien ökar även risken för infektion.

### Diagnostik och behandling
Diagnosen Strongyloidiasis bör misstänkas om det finns kliniska tecken och symptom, samt om patienten har vistas i endemiska områden. Diagnosen ställs genom att mikroskopiskt påvisa larverna i ett avföringsprov. Det är inte säkert att en infektion upptäcks. Larver kan vara svåra att upptäcka i avföringen och det har visat sig att ett enda avföringsprov inte påvisar larver i upp till 70 % av fallen. Upprepade undersökningar av avföringsprover kan förbättra chanserna att hitta larver och därmed kunna ställa diagnosen Strongyloidiasis. I vissa fall kan antikroppar mot rundmasken påvisas med ELISA.
Inkubationstiden är cirka 14 dygn från tidpunkten för smitta tills larver kan påvisas i avföringen. Idag finns det läkemedel som effektivt dödar den fullvuxna masken. 
Strongyloidiasis är ofta underdiagnostiserad eftersom många fall är asymtomatiska och de diagnostiska metoder som finns inte är så tillförlitliga. Utan behandling kan S. stercoralis finnas kvar i människokoppen och infektionen kan kvarstå hela livet. Det är dock viktigt att upptäcka infektionen i tid hos personer med nedsatt immunförsvar eftersom infektionen kan vara livshotande.